# RC Rostov
Dernière mise à jour : 24/09/2021.
Le RC Rostov est un club russe de rugby à XV basé dans la ville de Rostov-sur-le-Don. Il participe à la Professional Rugby League, le championnat de première division russe pour la saison 2021-2022.

## Historique
Le club est fondé en 2021 pour évoluer en championnat de Russie. Il s'appuie sur les fondations de plusieurs équipes existantes : le Rostov-DSTU (qui évoluait en seconde division) et le Bulava Taganrog qui a fait faillite en début d'année. L'équipe a aussi recruté d'anciens joueurs du Bogatyrs Krasnodar, lui aussi arrêté à l'intersaison. Le club récupère notamment l'ancien entraîneur du Bogatyrs, le Moldave Veaceslav Titica. L'équipe évolue au Stade SKA SKVO à Rostov.